# Ar-Ramadi (Syria)
Ar-Ramadi (arab. الرمادى) – miejscowość w Syrii, w muhafazie Dajr az-Zaur. W 2004 roku liczyła 3593 mieszkańców.